# Лоуренс Гаммонд
Ло́уренс Га́ммонд (англ. Laurens Hammond; 11 січня 1895 — 1 липня 1973) — американський інженер і винахідник. Серед його винаходів — орган, названий його іменем, електричний годинник та перший у світі поліфонічний музичний електронний синтезатор Novachord.

## Youth
Лоуренс Гаммонд народився у Еванстоні (штат Іллінойс) 11 січня 1895 у сім'і Вільяма Ендрю та Ідеї Луїс Стронг Гаммондів. Лоуренс з раннього дитинства продемонстрував свій талант у технічній творчості. Його батько, Вільям, покінчив з життям у січні 1897 року, нібито через банкрутство Першого національного банку Іллінойсу, засновником якого він був. Після смерті чоловіка Ідея, яка була художником, перебралась до Франції з Лоуренсом, щоб продовжити навчання, і сім'я провела наступні одинадцять років у Франції та Німеччині.

## Перші винаходи
Коли сім'я повернулася до Еванстона в 1909 році, Лоуренс, якому тоді було 14, вільно володів французькою та німецькою мовами. Перебуваючи в Європі, він уже розробив систему для автоматичної коробки передач для автомобіля. За пропозицією матері він подав свої проекти інженерам французького автовиробника Renault, але вони не були прийняті. Він отримав перший французький патент у 1908 році на конструкцію автомобільної трансмісії. У 1912 році отримав свій перший американський патент на барометр, конструкцію якого він розробив у шістнадцятирічному віці.

## Університет та військова служба
Гаммонд вивчав інженерну механіку в Корнелльському університеті та був членом братства Дельта Іпсілон. Закінчив університет з відзнакою у 1916 році.
Коли Сполучені Штати вступили в Першу світову війну, Гаммонд служив у 16-му інженерному полку (залізничному) Американських експедиційних сил у Франції. Дослужився до звання капітана.

## Винахідництво
Після закінчення війни Гаммонд переїхав до Детройта, де працював головним інженером Gray Motor Company, виробника суднових двигунів. Партнер компанії, полковник Джон Х. Пул, з яким він служив у Франції, знав про його інженерні навички, і платив йому додаткові 300 доларів на тиждень неофіційно, щоб він залишився у Grey Motor. У 1919 році він винайшов безшумний пружинний годинник. Цей винахід приніс йому достатньо грошей, щоб покинути Grey Motor Company, орендувати власне приміщення в Нью-Йорку та відкрити власний бізнес.
У 1922 році Гаммонд винайшов Teleview систему окулярів, поєднану із затворами для проектування стереоскопічних забражень для кіно. Для системи було створено один фільм «Людина з M.A.R.S.». Прем'єрний показ фільму відюувся у «Selwyn Theatre» в Нью-Йорку в грудні 1922 року та отримав схвалення критиків, але вартість встановлення дорогого обладнання в театрі була надто високою, і цей процес більше ніколи не використовувався. 2-D-версію фільму перейменували у «Радіоманія» й продовжили покази
Робота Гаммонда над синхронним двигуном спонукала його в 1928 році створити Hammond Clock Company по виробництву електричних годинників з шістьма працівниками, що розташувалась над продуктовим магазином у Чикаго. Попит на продукцію був високим, і незабаром бізнес переріс у велику фабрику. Гаммонд був автором низки інших винаходів, таких, наприклад, як Електричний стіл Гаммонда для бриджу (англ. Hammond Electric Bridge Table, стіл для гри у карти з автоматичним механізмом роздачі).

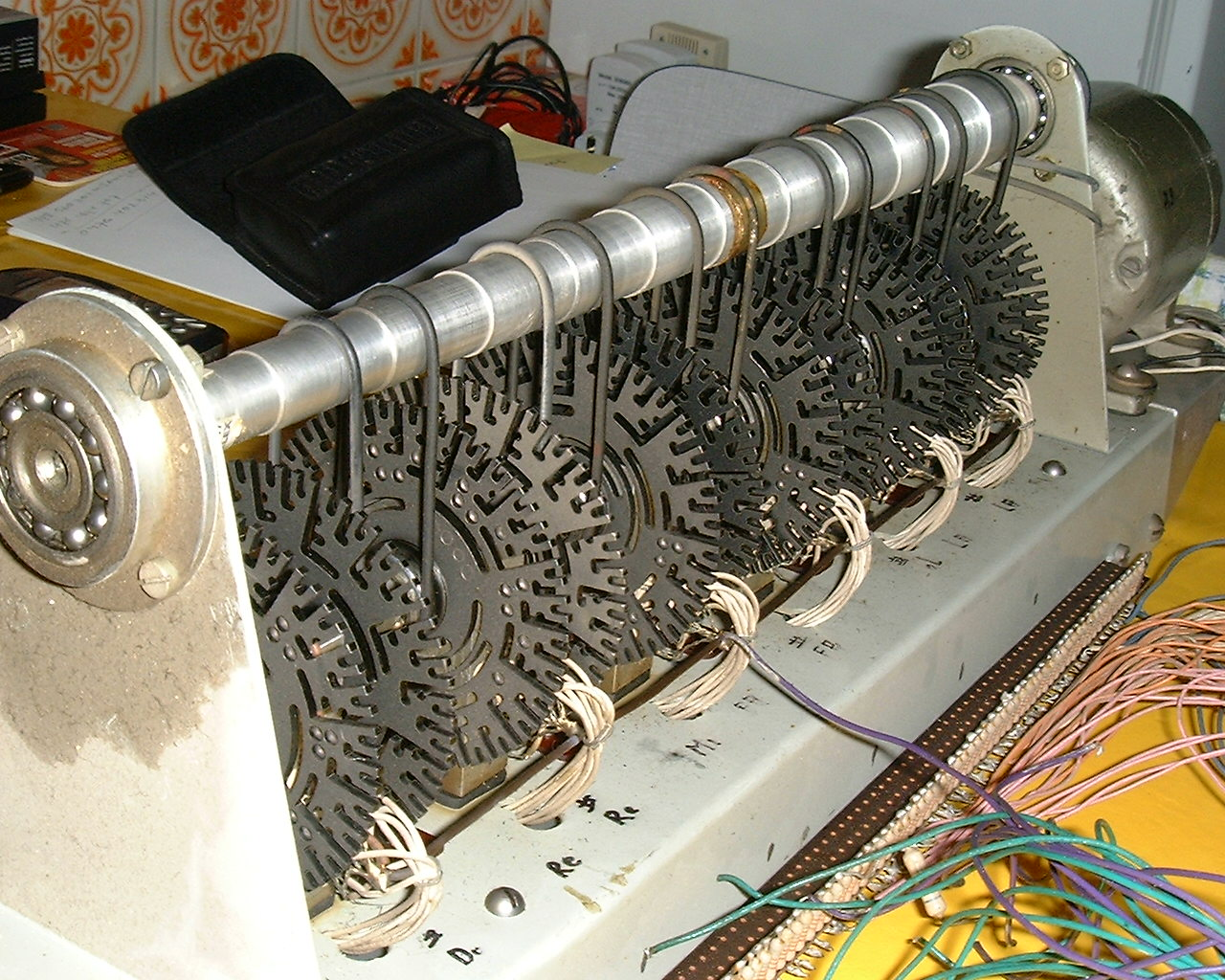
Дослідна конструкція «тон-генератора», створена філіалом фірми «Гаммонд». Видно перфоровані колеса та їх пасовий привод від ступінчастого вала

У 1933 році Гаммонд купив старе піаніно і відмовився від усього, окрім клавіатури. Використовуючи клавіатуру як контролер, він експериментував з різними методами створення звуку, нарешті зупинившись на одному, генераторі типу «Фонічне колесо» (англ. tonewheel). Це — зубчастий або перфорований сталевий диск, що обертається біля власної електромагнітної головки-звукознімача. Принцип дії, що ґрунтується на формуванні окремих сигналів фонічними колесами, нагадує більш ранній електромеханічний інструмент — «телармоніум» Тадеуша Кагілла. Висота тону, згенерованого колесом, визначається співвідношенням кількості зубців (від 2 для басових коліс до сотень для верхніх нот) та частоти обертання.
Помічник скарбника компанії В. Л. Лехі був органістом у сусідній єпископальній церкві Святого Крістофера, і Гаммонд консультувався з ним щодо якості звучання нового інструмента. Гаммонд подав заявку на патент 19 січня 1934 року. У той час безробіття було серйозною проблемою через Велику депресію і, маючи це на увазі, патентне відомство дуже швидко визнало розробку винаходом з надією сприяти створенню робочих місць в регіоні.
Завдяки попередньому виробничому та інженерному досвіду Гаммонда, генератор «фонічне колесо» був надзвичайно добре відлагоджений до моменту, коли орган Гаммонда нарешті було запущено у виробництво у 1935 році. Органи з генераторами типу «фонічне колесо» все ще використовуються у двадцять першому столітті, що є свідченням якості проєкту та виконання виробу.
У 1940 році Гаммонд отримав від Інституту Франкліна Медаллю Джона Прайса Везерілла за винайдення орга́ну, що носить його ім'я.

## Друга світова війна
Під час Другої світової війни Гаммонд брав участь у розробках системи керування ракетою, світлочутливих пристроїв для наведення на ціль авіабомб, засобів керування планеруючими бомбами та гіроскопа нового типу.

## Останні роки життя
Гаммонд покинув посаду президента своєї компанії у 1955 році й пішов на пенсію у 1960 році у віці шістдесяти п'яти років. За своє життя отримав 110 патентів. Він був одружений з Роксаною Сковілл і мав одну дочку. Помер 1 липня 1973 року, у віці 78 років в Корнволлі (штат Коннектикут), де його і похований.

## Вшанування пам'яті
У 2017 році було створено Музей Гаммонда у місті Кельці (Польща).